# Чортала (притока Кіблича)
Чортала — річка в Україні, у межах Гайсинського та Теплицького району Вінницької області. Права притока Кіблича (притока Собу, басейн Південного Бугу). 

## Опис
Довжина — 13 км, площа — 84,5 км². Формується з багатьох безіменних струмків, приток та водойм. 
Притоки: Холява (права).

## Розташування
Бере початок на околиці та тече через село Краснопілка, далі тече переважно на південь через село Кивачівка та у селі Марківка впадає у Кіблич за 39 км від гирла. 
Річку перетинають автомобільні дороги E50 та Р54.

## Галерея

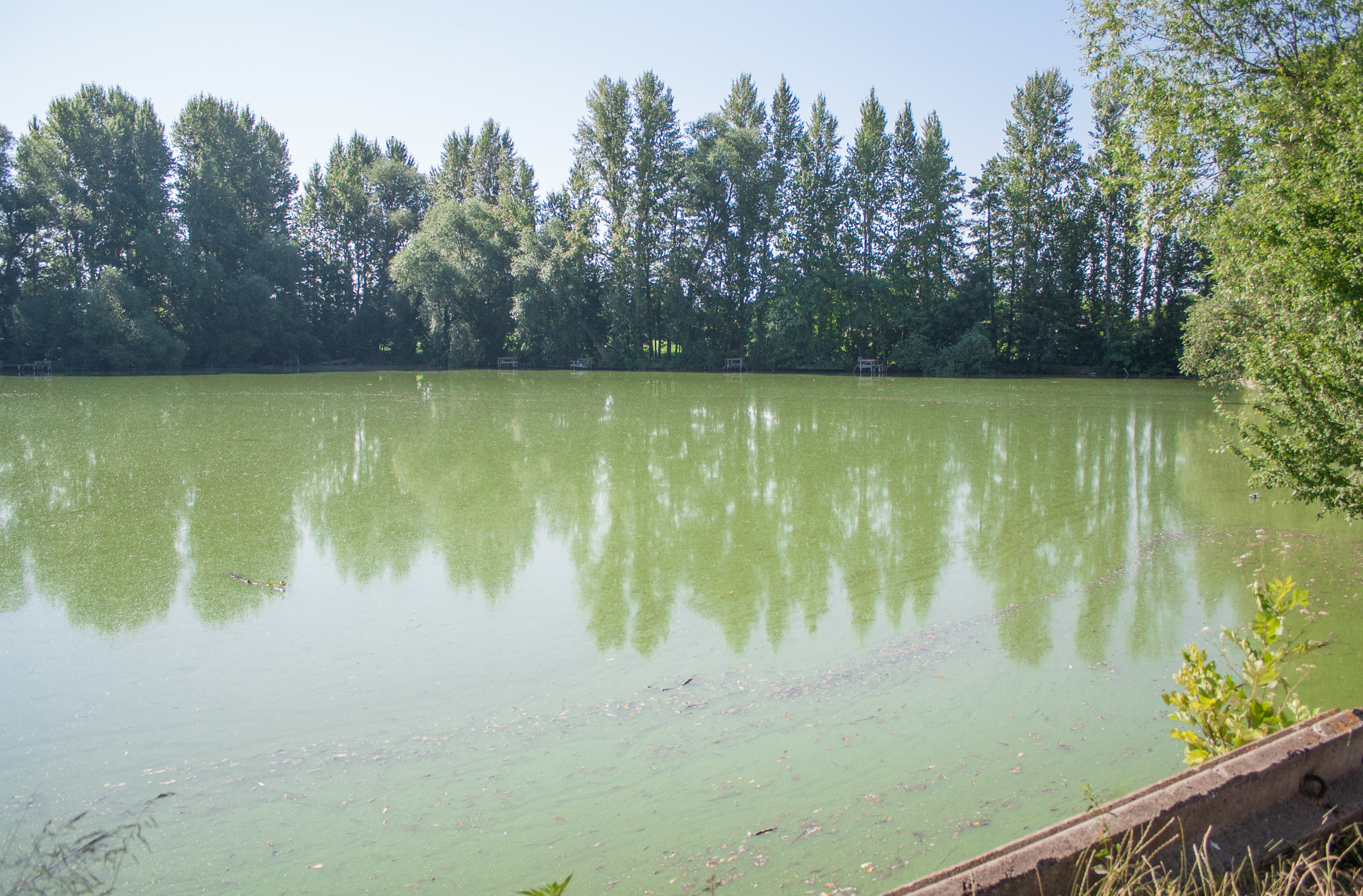
Ставок на річці в селі Краснопілка
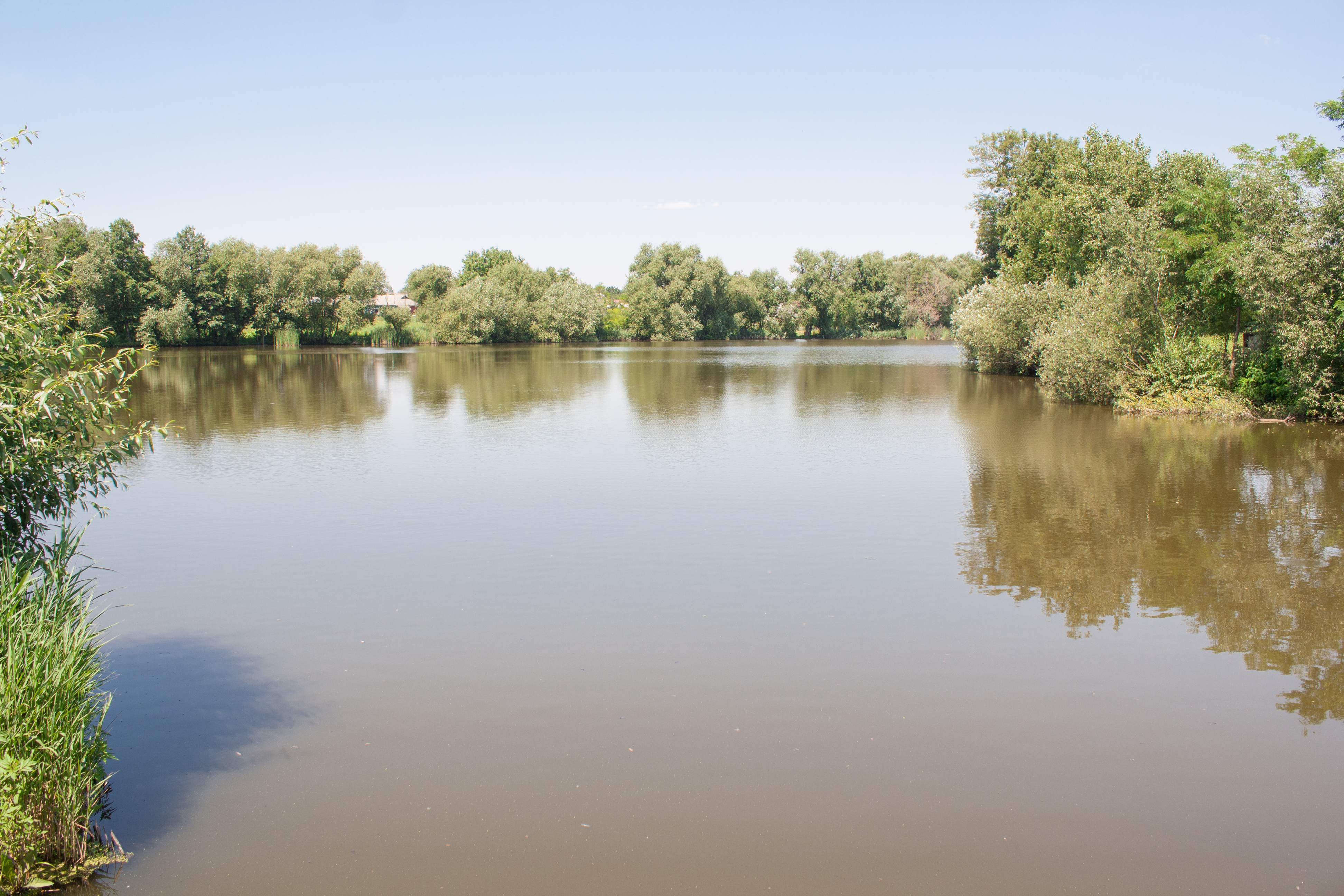
Ставок на річці в селі Кивачівка
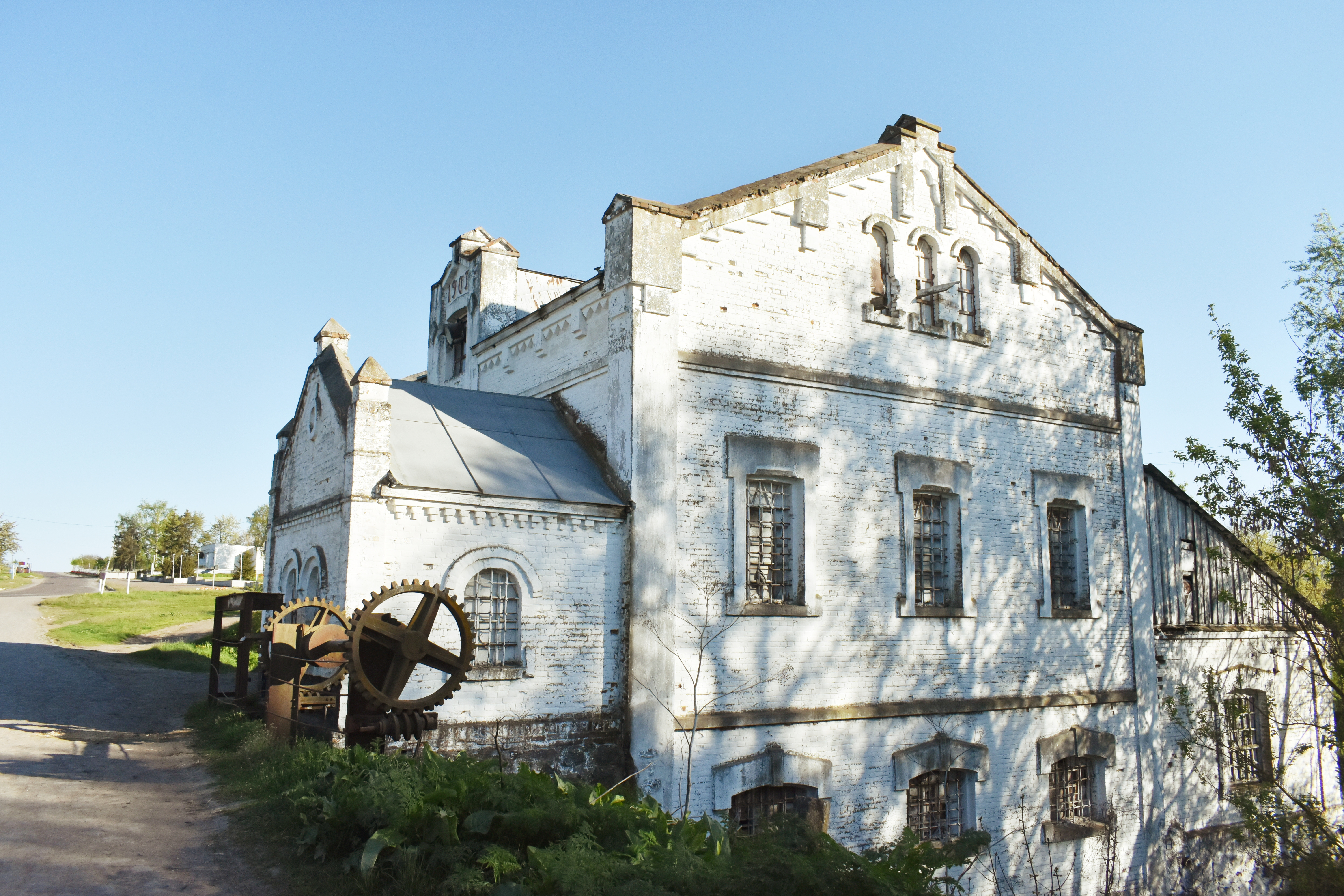
Млин при впадінні Чортали у Кіблич